# ヘスース・アランバリ
ヘスース・アランバリ（Jesús Arámbarri Gárate、1902年4月13日 - 1960年7月10日）は、スペインの作曲家・指揮者。
バスク地方のビスカヤ県ビルバオ出身。ビルバオ音楽院で教育を受けた後、パリでポール・ル・フレム、ポール・デュカス、ウラディミール・ゴルシュマンらについて学び、さらにバーゼルでフェリックス・ワインガルトナーに師事した。
その後故郷に戻って指揮者として活動し、1933年からビルバオ交響楽団を指揮して、スペインで最初の常設の市民オーケストラに育てあげた。また同時にバスク合唱団でも指揮をしている。その後マドリード音楽院の教授・マドリード交響楽団の指揮者となり、スペイン指揮者協会の会長に就任した。
作曲家としては学生時代から作品を発表していたが、ビルバオに戻ってから『イン・メモリアム』（1939）『マヌエル・デ・ファリャに捧ぐ』（1946）など主要な作品を生み出していった。作風はバスク地方の伝統音楽と20世紀のクラシック音楽を融合させたものである。